# Оцуп, Пётр Адольфович
Пётр Адольфович Оцуп (при рождении Пи́нхус А́белевич О́цуп; 9 [21] июля 1883, Санкт-Петербург — 23 января 1963, Москва) — русский и советский фотограф, мастер исторической фотографии. Работал в жанре фоторепортажа, фотографировал многие исторические события — русско-японскую войну, революцию 1905 года, Октябрьскую революцию 1917 года, первую мировую войну, гражданскую войну в России. П. А. Оцупом было сделано около 40 000 фотографий.

## Биография
Родился в 1883 году в Санкт-Петербурге в семье Адольфа Марковича (Абеля Мордуховича) и Хаи Оцуп. Начал заниматься фотографией в фотоателье, где был учеником в 1890-х годах.
Был фоторепортёром на русско-японской войне. C 1900 года работал фотографом в журнале «Огонёк», «Солнце России», «Нива», «Наш вестник» и других.
Создал фотопортреты творческих деятелей дореволюционной эпохи: Льва Толстого, Сергея Рахманинова, Фёдора Шаляпина и других; фотопортреты революционных деятелей и руководителей СССР, среди которых 35 фотопортретов Владимира Ленина, выполненных в 1918—1922 годах, а также фотопортреты Семёна Будённого, Михаила Фрунзе, Климента Ворошилова, Клары Цеткин, Михаила Калинина, Иосифа Сталина, Никиты Хрущёва, Якова Свердлова, Сергея Кирова, Вячеслава Молотова, Валериана Куйбышева. По снимкам Оцупа был сделан барельеф на ордене Ленина и изображения Ленина на советских рублях.
Единственный фоторепортёр, который фотографировал Второй съезд Советов.
В 1918—1921 годах во время Гражданской войны в России фотографировал на фронтах.
С 1918 по 1935 годы был «кремлёвским» фотографом, имевшим возможность фотографировать высших руководителей. С 1919 по 1925 год Пётр Адольфович работал в фотографии ВЦИК. C 1925 по 1935 год руководил фотостудией ВЦСПС.
Умер в 1963 году в Москве. Похоронен на Новом Донском кладбище в Москве.

## Семья
- Братья — фотографы Иосиф Абелевич (Адольфович) Оцуп (1875—1934) и Хацкель Абелевич (Александр Адольфович) Оцуп (1878—1920)[6][2][7]. Двоюродные братья — поэты Николай Оцуп, Георгий Оцуп (Раевский), Александр Оцуп (Сергей Горный); санскритолог Павел Оцуп (1891—1920), журналист Михаил Оцуп (псевдоним Снарский, 1887—1959) и кинопродюсер Сергей Оцуп (1886—1974).
- Племянник — фотограф Роман Иосифович Оцуп (1897—1959), фотокорреспондент газеты «Труд», работал фотографом в Управлении по охране памятников Ленсовета, во Всесоюзном обществе культурной связи с заграницей, в Специальных научно-исследовательских реставрационных мастерских[5].

П. А. Оцуп был трижды женат:
- Первая жена — Вера Христофоровна Оцуп (1886—1949); сын Михаил.
- Вторая жена — Евгения Георгиевна Оцуп (1904—1991); сын Борис.
- Третья жена — Мария Владимировна Оцуп (1915—2009).

## Награды
- орден Ленина (04.05.1962)
- орден Трудового Красного Знамени (29.08.1947)
- медали

## Публикации с участием П. Оцупа
- Оцуп П. Как я фотографировал Ленина. // «Огонёк», № 2, 1940. С. 4-5.
- «Антология советской фотографии, 1917—1940» — М.: Издательство «Планета», 1986.